# Mallophora candens
Mallophora candens är en tvåvingeart som först beskrevs av Walker 1851.  Mallophora candens ingår i släktet Mallophora och familjen rovflugor. Inga underarter finns listade i Catalogue of Life.